# Grzechotki
Grzechotki (deutsch Rehfeld) ist ein Dorf in der polnischen Woiwodschaft Ermland-Masuren und liegt – in unmittelbarer Nähe zur Grenze nach Russland – im Powiat Braniewski (Braunsberg). Der kleine Ort ist Teil der Landgemeinde Braniewo.

## Geographische Lage
Grzechotki liegt einen Kilometer nordwestlich der Schnellstraße S 22, die – bevor sie als Landesstraße DK 22 quer durch das nordwestliche Polen bis nach Kostrzyn (Küstrin) an der deutschen Grenze verläuft – die Stadt Elbląg (Elbing) mit der russischen Grenze verbindet. In diesem Abschnitt stellt sie eines der wenigen realisierten Teilstücke der ehemals geplanten Reichsautobahn Berlin–Königsberg dar.
Grzechotki im Tal des nach Russland ziehenden Flüsschens Omaza (russisch: Игнатьевка/Ignatjewka) ist der letzte Ort in Polen, bevor die Straße die Grenze nach Russland (EU-Außengrenze) überquert und als Fernstraße 27A-002 (ex R516, einstige Reichsautobahn Berlin–Königsberg) in der Oblast Kaliningrad bis in die ehemalige preußische Metropole weitergeführt wird. Die Grenzübergangsstelle „Grzechotki-Mamonowo (Heiligenbeil) II“ ist am 24. November 2010 eröffnet worden.

## Geschichte
Grzechotki, das heute im fast menschenleeren Grenzgebiet 73 Einwohner zählende Dorf, bot 1910 – damals noch „Rehfeld“ genannt – 337 Menschen eine Heimat. Die Einwohnerzahl ging bis 1933 auf 278 zurück und betrug 1939 noch 295.
Bis 1945 lag Rehfeld im Landkreis Heiligenbeil (heute russisch: Мамоново/Mamonowo) im Regierungsbezirk Königsberg der preußischen Provinz Ostpreußen. Das Dorf war Schulort und gehörte mit den Gemeinden Birkenau (heute polnisch: Wilki), Grünwalde (heute russisch: Липовка/Lipowka), Kleinwalde (Borek, danach: Kolonia Wilki, besteht heute nicht mehr), Thomsdorf (besteht heute nicht mehr) und Waltersdorf (Pęciszewo) zum Amtsbezirk Waltersdorf.
Heute ist Grzechotki ein Ortsteil der Gmina Braniewo im Powiat Braniewski in der Woiwodschaft Ermland-Masuren (bis 1998 Woiwodschaft Elbing).

## Religionen
Weder als Rehfeld noch als Grzechotki hatte der Ort ein eigenes Gotteshaus. Kirchdorf war und ist vielmehr der Nachbarort Waltersdorf (Pęciszewo). Bis 1945 waren neben dem Dorf Birkenau (Wilki) auch die heute nicht mehr existenten Orte Heidenhof (Wrzosek), Kleinwalde (Borek), Neu Bahnau (Nowe Banonwo), Preuschhof (Prusowo) und Rosenhof (Różanka) eingepfarrt. Bis 1945 gehörte das Kirchspiel Waltersdorf zum Kirchenkreis Heiligenbeil der Kirchenprovinz Ostpreußen der evangelischen Kirche der Altpreußischen Union.

## Verkehr
Grzechotki liegt heute in einer von Dörfern und Menschen fast leeren Grenzregion. Durch den Ausbau der S 22 und die Öffnung der Grenze zu Russland 2010 hat sich die verkehrstechnische Lage verbessert. Bis 1945 war Rehfeld eine Bahnstation an der Reichsbahnstrecke Heiligenbeil–Zinten–Preußisch Eylau, deren Verlauf heute allein auf russischem Gebiet läge. Auch das Bahnhofsgebäude von Grzechotki stand auf der heute russischen Seite, direkt an der Grenze. Die Strecke ist nach dem Krieg nicht wieder aktiviert worden.